# Zorné pole

Zorný úhel (α)

Zorné pole je část prostoru, které je oko nebo optický přístroj (objektiv fotoaparátu, dalekohled aj.) schopen zachytit a ze kterého do něj přicházejí světelné paprsky.
Zorné pole se u různých přístrojů nebo pro různé účely definuje částečně odlišně.
Např. u mikroskopu se zorné pole definuje jako maximální průměr kruhu v předmětové rovině, který lze přístrojem pozorovat.
Pro astronomy je zase zorným polem část oblohy viditelná v dalekohledu.

## Zorný úhel
Číselným vyjádřením zorného pole je zorný úhel. Ve vědeckých a odborných pracích se obvykle určuje jako úhel (úhlová vzdálenost) od osy přístroje po nejzazší efektivně pozorovatelný bod v daném směru.
V praxi se však často zorný úhel rozumí jako úhel dvou spojnic, které míří z nejzazších míst na obraze pozorovaných ve vodorovné rovině do středu optické soustavy. Jeho hodnota je pak přibližně dvojnásobná oproti předchozímu („vědeckému“) vyjádření.
V běžné práci se však pojem zorné pole a zorný úhel často směšuje: uvádí se např. že Zorné pole dosahuje temporálně 80–90°  (správně by mělo být Zorný úhel dosahuje...).

## Lidské oko
Zorný úhel pole lidského oka dosahuje ve směru do strany (tedy pro levé oko vlevo a pro pravé vpravo) okolo 90° od osy hlavy. V opačném směru je to méně – asi 50°. Celkový zorný úhel oka ve vodorovné rovině je tedy asi 140°.
Ve svislé rovině ve směru dolů je zorný úhel asi 50°, směrem nahoru, kde brání víčko, o trochu méně.
Zorný úhel oka závisí na několika faktorech, především na intenzitě osvětlení, velikosti a také barvě pozorovaného bodu. Největší zorný úhel je pro bílou barvu, pak pro žlutou, modrou a červenou a nejmenší pro zelenou.

### Perimetrie
Vyšetření zorného úhlu oka se nazývá perimetrie. Provádí se tak, že pacient hledí na značku před sebou a udává, zda ještě vidí nebo už nevidí světelný bod, který se pohybuje po straně.

## Optické přístroje

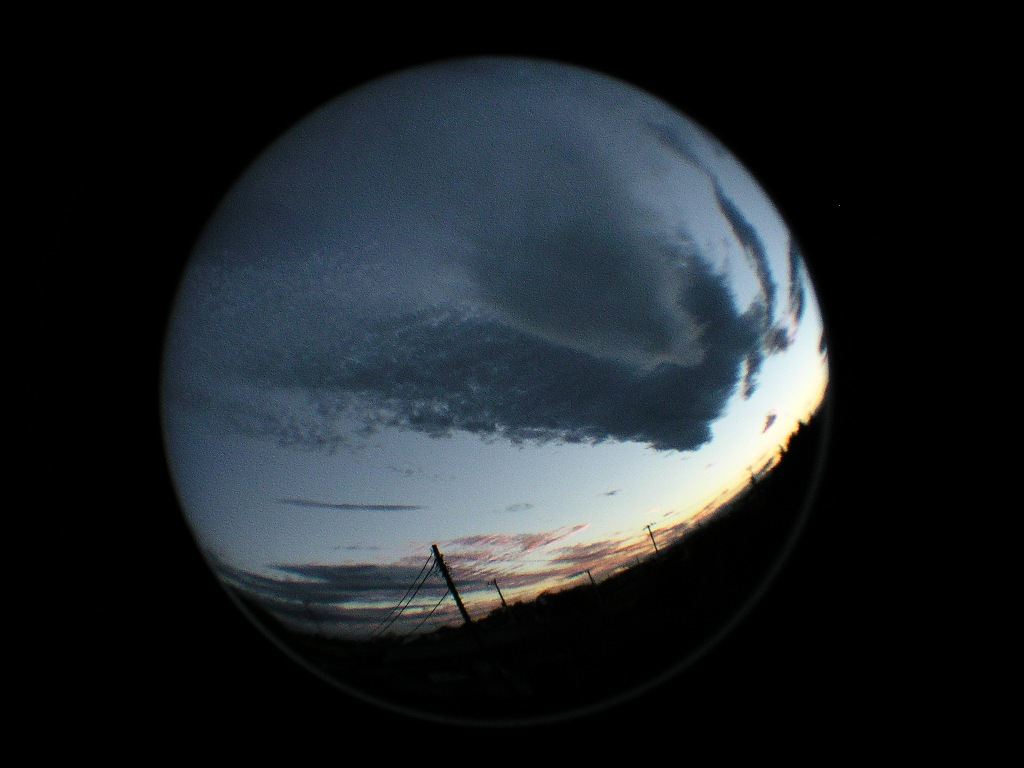
Fotografické objektivy typu rybí oko mají velmi široké zorné pole a proto mohou zobrazit prakticky celou oblohu, ovšem za cenu jejího zkreslení

Zorné pole optických přístrojů je nepřímo úměrné jejich ohniskové vzdálenosti.
- Nejmenší zorný úhel mají teleobjektivy, např. při ohniskové vzdálenosti f=180 mm (35 mm kinofilm) bývá zorný úhel kolem 14°.
- Největší zorný úhel mají naopak širokoúhlé objektivy zvané rybí oko – až 180°.